# Heeresoberpfarrer
Heeresoberpfarrer (dobesedno nemško Vojaški nadduhovnik) je bil častniški čin za vojaške kaplane Wehrmachta. V častniški hierarhiji je ustrezal činu podpolkovnika.
Nadrejen je bil činu Heerespfarrerja in podrejen činu Wermachtsdekana.

## Oznaka čina
Vojaški kaplani so nosili škrlatno Waffenfarbe na pokrivalih in na naovratnih oznakah; slednja je bila sestavljena iz srebrnega hrastovega venca, v katerem se je nahajal križ. Okoli vratu so nosili tudi večji srebrni križ (protestanti) oz. razpelo (križ s podano križanega Jezusa Kristusa; rimokatoličani). Oznaka križa se je nahajala tudi na njihovih pokrivalih.
Na bojišču so nekateri vojaški kaplani nosili tudi standardni rokavni trak Rdečega križa, ki pa je imel vijolično obrobo.